# 모나 자키
모나 자키(아랍어: منى زكى, 영어: Mona Zaki, 1976년 11월 18일 ~ )는 이집트의 배우이다. 배우인 아흐메드 헬미의 아내이기도 하다.

## 출연 작품
- 18일 (2011)
- 세헤라자데, 내게 말해줘 (2009)